# Sudan Defence Force
La Sudan Defence Force (SDF)  (Forza di Difesa Sudanese) fu una unità militare del Sudan Anglo-Egiziano costituita nel 1925. Come ne indica il nome, il suo compito fu di mantenere il confine del Sudan sotto l'amministrazione britannica. Durante la  Seconda guerra mondiale fu utilizzata nella Campagna dell'Africa Orientale Italiana (1940-1942) in particolare nella Conquista di Cassala e nella campagna del Nord Africa.

## Organizzazione
La Sudan Defence Force era costituita di diversi battaglioni che coprivano diverse aree di operazione:
- Shendi Horse
- Sudan Camel Corps (the Hajana).
- Western Arab Corps
- Eastern Arab Corps
- Equatorial Corps

In tempo di pace, la Sudan Defence Force era costituita approssimativamente 4500 soldati regolari sudanesi.
Nel corso della Seconda guerra mondiale, la Sudan Defence Force si espanse notevolmente per contrastare i confinanti territori italiani: al nord ovest la Libia, a est, l'Eritrea e la nuova conquista dell'Abissinia (Etiopia).
Per organizzare meglio i soldati eccedenti, fu formato un nuovo battaglione:
- Sudanese Frontier Force (Forze di Frontiera Sudanese).

Nel periodo bellico la Sudan Defence Force crebbe fino a 20,000 soldati.

## Agli inizi
I britannici non disponevano di un numero sufficiente di soldati per proteggere il loro “Impero”, pertanto ogni territorio fu dotato di una milizia locale o di un reggimento indigeno. Prima del 1925 il territorio del Sudan Anglo-Egiziano  comprendeva un battaglione britannico dislocato nei pressi della capitale e vari battaglioni dell'esercito egiziano, composti da truppe miste egiziane e sudanesi, dislocate nelle città principali.
Il Sudan era amministrato dall'Egitto ma nel 1880 fu assoggettato dalle forze del Mahdi. Dal 1885 al 1898 fu governato, de facto, dal Mahdi e dai suoi successori Califfi (letteralmente 'Successori'). In seguito alla sconfitta dei Mahdisti nella Battaglia di Omdurman, il Sudan fu riorganizzato come Sudan Anglo-Egiziano. A capo dell'esercito egiziano fu posto il Governatore-Generale.
Nel 1925, il Governatore-Generale fu assassinato, da un egiziano nazionalista durante una visita al Cairo. L'Esercito egiziano di guarnigione in Sudan fu rimandato in Egitto e i battaglioni sudanesi furono dismessi, per essere riformati in forze sudanesi, sotto ufficiali britannici. La struttura delle nuove formazioni era leggermente diversa. A differenza dei vecchi battaglioni con numerazione anonima furono imposti nomi che intendevano dare una distinta identità regionale come accadeva con i reggimenti inglesi che con i nomi che richiamavano le contee britanniche. Ciò doveva dare un maggior spirito di corpo e maggiori responsabilità. Il reclutamento in ciascun corpo rifletteva una etnicità.
Comunque, alcune tradizioni furono mantenute. La Sudan Defence Force mantenne i titoli ottomani come il Chedivè (Viceré). Il risultato fu che gli ufficiali britannici in Sudan furono chiamati Bimbashi, l'equivalente di “maggiore".

## Tra le due guerre
Il compito principale della Sudan Defence Force fu la sicurezza interna del Sudan Anglo-Egiziano: assistenza alla polizia in eventi straordinari o in caso di disastri naturali.
Nella metà degli anni '30, la Sudan Defence Force fu utilizzata per opporsi alle esplorazioni delle truppe italiane comandate dal maresciallo Italo Balbo nella Libia italiana. Nel dicembre 1933, le truppe italiane iniziarono delle esplorazioni in varie zone del Jebel Uweinat un'area scarsamente esplorata al confine fra il Regno di Egitto, il Sudan, e la Libia italiana. In risposta alle esplorazioni, alla Sudan Defence Force fu ordinato di occupare l'oasi di Merga e l'area attorno alla sorgente di Karkur Marr. La conquista italiana dell'Etiopia comportò una riorganizzazione e un incremento delle forze disponibili. A partire dal giugno 1940 la Sudan Defence Force arrivò a comprendere 21 compagnie; che includevano 5 (più tardi 6) Compagnie mitraglieri; per un totale di 4500 soldati.

## Seconda Guerra Mondiale
Il Sudan Anglo-Egiziano fu in guerra con le potenze dell'Asse fin dal 1939, fin dall'invasione tedesca della Polonia quando la Gran Bretagna dichiarò guerra alla Germania. Inizialmente la Guerra fu limitata all'Europa e così la Sudan Defense Force ebbe pochi compiti da svolgere se non la preparazione bellica per una eventuale guerra africana.

### Africa Orientale Italiana
A partire dal 10 giugno 1940, quando l'Italia dichiarò guerra alla Gran Bretagna e alla Francia, la Sudan Defence Force fu coinvolta Campagna dell'Africa Orientale Italiana (1940-1942). All'inizio la Sudan Defense Force subì gli attacchi in Sudan portati dalle forze italiane del (Regio Esercito) e della Regia Aeronautica stanziata nell'Africa Orientale Italiana. Gli italiani occuparono il nodo ferroviario di Cassala, il piccolo forte di Gallabat e i villaggi di Kurmuk e Dumbode presso il Nilo blu. Il 1º agosto una compagnia italiana formata da irregolari eritrei compì un raid non lontano da Port Sudan.
Le Sudan Defense Force combatté sul Fronte settentrionale durante la Campagna dell'Africa Orientale Italiana (1940-1942)   sotto il comando del generale William Platt. Nell'ottobre 1940, alcuni reparti delle Sudan Defense Force fecero parte della Gazelle Force, una forza mobile di ricognizione e combattimento comandata dal colonnello Frank Messervy.  La Sudanese Frontier Force (Forza di Frontiera Sudanese). Provenienti dalla Sudan Defense Force fecero parte della Gideon Force comandata dal Maggiore Orde Wingate. Nel gennaio 1941, durante l'offensiva Britannica e del Commonwealth nell'Africa Orientale Italiana, la Sudan Defense Force prese parte alla vittoriosa invasione dell'Eritrea. Durante questa invasione, la Sudan Defense Force contribuì principalmente con le compagnie mitraglieri.

### Nord Africa
Le Sudan Defense Force svolse un ruolo attivo anche durante la Campagna del Nord Africa presso il confine sudanese con la Libia italiana. La Sudan Defense Force fu utilizzata anche per affiancare le forze della Francia Libera e del Long Range Desert Group nell'attacco contro il forte italiano di El Tag nell'oasi di Kufra nella Libia italiana sudorientale. Nel Marzo 1941, i francesi e il Long Range Desert Group strapparono il controllo del forte agli italiani durante la battaglia di Kufra.
Dei convogli di circa tre tonnellate, organizzati dalla Sudan Defence Force, fecero un lungo viaggio di circa 1300 miglia per rifornire di benzina e cibo per mantenere il presidio attorno all'oasi di Kufra. La completa mancanza di benzina frattanto comportava che i Long Range Desert Group non potessero fare altro che la guardia all'oasi di Kufra.  Era infatti impossibile raggiungere da nord. Nel Febbraio 1941, la situazione era così difficile che altri camion furono aggiunti al convoglio. Alla fine la Sudan Defence Force prese il controllo del presidio che gli fu ceduto dal Long Range Desert Group.
La Sudan Defence Force provvide anche ai rifornimenti alla guarnigione dell'oasi di Jalo.
Nel 1942, elementi della Sudan Defense Force furono impiegati nell'Operation Salaam, per contrastare le infiltrazioni dei commando tedeschi dei Brandeburghesi in Egitto. Insieme con agenti del MI6, a membri della Sudan Defence Force fu ordinate di intercettare e catturare gli inviati tedeschi dell'(Abwehr)  guidati dall'esploratore ungherese László Almásy.
Subito dopo la Campagna di Tunisia ebbe fine con la vittoria alleata la Guerra in Africa. La Sudan Defence Force fu occupata nelle operazioni di pattugliamento per prevenire gli agenti germanici che tentavano di passare le linee. Infatti i tedeschi continuarono a mantenere I contatti con i leader arabi ribelli.  Il 15 maggio 1943 quattro velivoli tedeschi tentarono di atterrare a El Mukaram ma furono intercettati e ricacciati dalla Sudan Defence Force.  Gli aeroplani riuscirono a prendere il volo e a rientrare nelle linee tedesche.